# Danh sách di sản thế giới tại Bồ Đào Nha

Di sản thế giới của UNESCO là những địa điểm có tầm quan trọng về văn hóa và thiên nhiên được mô tả trong Công ước Di sản thế giới của UNESCO năm 1972. Bồ Đào Nha đã thông qua công ước này vào ngày 30 tháng 9 năm 1980, từ đó các di tích lịch sử và tự nhiên của quốc gia này đủ điều kiện để đưa vào danh sách.
Tính đến hết năm 2017, Bồ Đào Nha có tổng cộng 15 địa điểm được UNESCO công nhận là Di sản thế giới, trong đó có 14 di sản văn hóa và 1 di sản tự nhiên. Trong số này có 2 địa điểm nằm trên quần đảo Azores, 1 tại quần đảo Madeira và số còn lại nằm tại lãnh thổ đất liền. Các địa danh đầu tiên được đưa vào danh sách là tại kỳ hợp thứ 7 của Ủy ban Di sản thế giới diễn ra tại Firenze, Ý vào năm 1983. Đó là các địa danh: Tu viện Jerónimos và Tháp Belém ở Lisbon; Khu trung tâm của Thị trấn Angra do Heroísmo ở Azores; Tu viện Batalha và Tu viện của Chúa ở Tomar. Trong khi đó, địa danh mới nhất được công nhận là Đại học Coimbra - Alta và Sofia ở Coimbra được công nhận trong phiên họp lần thứ 37 ở Phnôm Pênh. Bồ Đào Nha có 1 di sản xuyên quốc gia, đó là Địa điểm Nghệ thuật đá thời tiền sử của Thung lũng Côa và Siega Verde, một di sản chung với Tây Ban Nha.

## Danh sách
Dưới đây là danh sách các di sản thế giới tại Bồ Đào Nha.
- Tên: Theo danh sách của Ủy ban Di sản thế giới.
- Vị trí: Thành phố hoặc tỉnh của địa điểm đó.
- Thời kỳ: khoảng thời gian có ý nghĩa, điển hình hay thời điểm xây dựng, hình thành.
- Số liệu UNESCO: Số tham chiếu trên trang chính của UNESCO; năm địa điểm này được ghi trong Danh sách Di sản thế giới và mở rộng nếu có; Tiêu chí được công nhận;[nb 1] diện tích.
- Mô tả: Mô tả ngắn gọn về di sản.

| Tên                                                                       | Hình ảnh                                                                  | Vị trí                                                                   | Thời kỳ          | Số liệu UNESCO                              | Tiêu chuẩn               | Mô tả  |
| ------------------------------------------------------------------------- | ------------------------------------------------------------------------- | ------------------------------------------------------------------------ | ---------------- | ------------------------------------------- | ------------------------ | ------ |
| Vùng rượu vang Alto Douro                                                 | A river with terraced vineyards                                           | Douro 41°6′6″B 7°47′56″T / 41,10167°B 7,79889°T                          | N/A              | 1046; 2001; 24,600 ha (225,400 ha)          | Văn hóa: iii, iv, v      | [ 5 ]  |
| Khu vực Trung tâm của Thị trấn Angra do Heroismo ở Azores                 | Coastal town with white houses and churches with red roofs                | Đảo Terceira, Azores 38°39′18″B 27°13′12″T / 38,655°B 27,22°T            | Thế kỷ 15        | 206; 1983                                   | Văn hóa: iv, vi          | [ 6 ]  |
| Tu viện của Chúa tại Tomar                                                | Christian religious building with a bell                                  | Tomar 39°36′17″B 8°25′3″T / 39,60472°B 8,4175°T                          | Thế kỷ 12 tới 15 | 265; 1983                                   | Văn hóa: i, vi           | [ 7 ]  |
| Cảnh quan văn hóa Sintra                                                  | Buildings with red roofs on a hillside                                    | Sintra 38°47′0″B 9°25′0″T / 38,78333°B 9,41667°T                         | Thể kỷ 19        | 723; 1995; 946 ha (3,641 ha)                | Văn hóa: ii, iv, v       | [ 8 ]  |
| Thị trấn đồn trú vùng biên Elvas và các công sự của nó                    | Ramparts of Elvas                                                         | Elvas 38°52′50″B 7°9′48″T / 38,88056°B 7,16333°T                         | Thế kỷ 17 tới 19 | 1367; 2012; 179 ha (608 ha)                 | Văn hóa: iv              | [ 9 ]  |
| Trung tâm lịch sử của Évora                                               | Ruins of a classical columned temple                                      | Évora 38°34′23″B 7°54′28″T / 38,57306°B 7,90778°T                        | Thế kỷ 1 tới 18  | 361; 1986                                   | Văn hóa: ii, iv          | [ 10 ] |
| Trung tâm lịch sử của Guimarães                                           | A square palace complex with white walls and many chimneys                | Guimarães, Minho 41°26′27″B 8°17′41″T / 41,44083°B 8,29472°T             | Thế kỷ 12 tới 19 | 1031; 2001; 16 ha (45 ha)                   | Văn hóa: ii, iii, iv     | [ 11 ] |
| Trung tâm lịch sử Porto                                                   | Metal bridge across a river and city centre built on a hillside           | Porto 41°8′30″B 8°37′0″T / 41,14167°B 8,61667°T                          | Thế kỷ 8 tới 19  | 755; 1996                                   | Văn hóa: iv              | [ 12 ] |
| Thắng cảnh khu trồng nho trên đảo Pico                                    | Vineyards with low walls built of boulders and the sea in the distance    | Đảo Pico, Azores 38°30′48″B 28°32′28″T / 38,51333°B 28,54111°T           | Thế kỷ 15        | 1117; 2004; 190 ha (2,445 ha)               | Văn hóa: iii, v          | [ 13 ] |
| Rừng nguyệt quế của Madeira                                               | A foggy picture of the top of a very dense forest                         | Madeira 32°46′0″B 17°0′0″T / 32,76667°B 17°T                             | N/A              | 934; 1999; 15,000 ha                        | Thiên nhiên: ix, x       | [ 14 ] |
| Tu viện Alcobaça                                                          | Church facade integrated into a complex of white buildings with red roofs | Alcobaça 39°33′0″B 8°58′36″T / 39,55°B 8,97667°T                         | Thế kỷ 12 tới 18 | 505; 1989                                   | Văn hóa: i, iv           | [ 15 ] |
| Tu viện Batalha                                                           | Gothic church                                                             | Batalha 39°39′28″B 8°49′37″T / 39,65778°B 8,82694°T                      | Thế kỷ 14        | 264; 1983; 0,98 ha (86 ha)                  | Văn hóa: i, ii           | [ 16 ] |
| Tu viện của Hieronymites và Tháp Belém tại Lisbon                         | White tower near the sea                                                  | Lisbon 38°41′31″B 9°12′57″T / 38,69194°B 9,21583°T                       | Thế kỷ 16 tới 17 | 263; 1983, 2008 (mở rộng); 2,66 ha (103 ha) | Văn hóa: iii, iv         | [ 17 ] |
| Các địa điểm Nghệ thuật đá thời tiền sử tại Thung lũng Côa và Siega Verde | Rock carvings of animals including a horse                                | Douro (Chung với Tây Ban Nha) 40°41′51″B 6°39′40″T / 40,6975°B 6,66111°T | Thời tiền sử     | 866; 1998, 2010 (mở rộng)                   | Văn hóa: i, iii          | [ 18 ] |
| Đại học Coimbra – Alta và Sofia                                           |                                                                           | Coimbra 40°12′28,12″B 8°25′32,79″T / 40,2°B 8,41667°T                    | Thể kỷ 12 tới 20 | 1387; 2013; 36 ha (82 ha)                   | Văn hóa: ii, iii, iv, vi | [ 19 ] |

## Danh sách dự kiến
Ngoài các địa điểm ghi trong danh sách Di sản thế giới, các quốc gia thành viên có thể duy trì một danh sách các địa điểm dự kiến mà họ có thể xem xét để đề cử trong tương lai. Đề cử cho danh sách Di sản thế giới chỉ được chấp nhận nếu địa điểm đó đã được liệt kê trước đó trong danh sách dự kiến. Tính đến hết năm 2017, Bồ Đào Nha có 21 di sản dự kiến. Dưới đây là danh sách các di sản dự kiến tại Bồ Đào Nha.
- Cầu máng nước Águas Livres
- Các pháo đài bảo vệ của "Raia" (biên giới) (bao gồm các pháo đài Almeida, Elvas, Marvão và Valença)
- Sa mạc của những người Cát Minh đi dép và Quần thể xây dựng Cung điện-Khách sạn ở Buçaco
- Quần thể các tác phẩm kiến trúc của Álvaro Siza Vieira tại Bồ Đào Nha
- Văn phòng chính và Vườn của Tổ chức Calouste Gulbenkian
- Trung tâm lịch sử Guimarães và Couros Zone (mở rộng)
- Lịch sử Lisbon, Thành phố Toàn cầu
- Hệ thống thủy Levadas của Đảo Madeira
- Mértola
- Sống núi giữa Đại Tây Dương
- Cảnh quan văn hóa Montado
- Khu phố thương mại Pombaline Lisbon
- Trung tâm sản xuất của La Mã về Bảo quản và Muối cá tại Tróia
- Tuyến đường Magellan - Người đầu tiên đi vòng quanh Thế giới
- Tuyến đường Santiago de Compostela tại Bồ Đào Nha
- Tòa nhà Hoàng gia của Mafra - Cung điện, Nhà thờ chính tòa, Tu viện, Vườn và Công viên săn bắn (Tapada)
- Thánh địa Bom Jesus do Monte tại Braga
- Quần đảo Selvagens
- Các địa điểm Toàn cầu hoá (Bao gồm Angra do Heroísmo, Vila do Porto, Funchal, Silves, Lagos, Sagres và "Vùng đất của Hoàng tử")
- Bờ biển Tây Nam
- Thị trấn Công tước thời Phục Hưng Vila Viçosa (bao gồm Trung tâm lịch sử Vila Viçosa và khu vực săn bắn Tapada Real)